# Barbara Saß-Viehweger

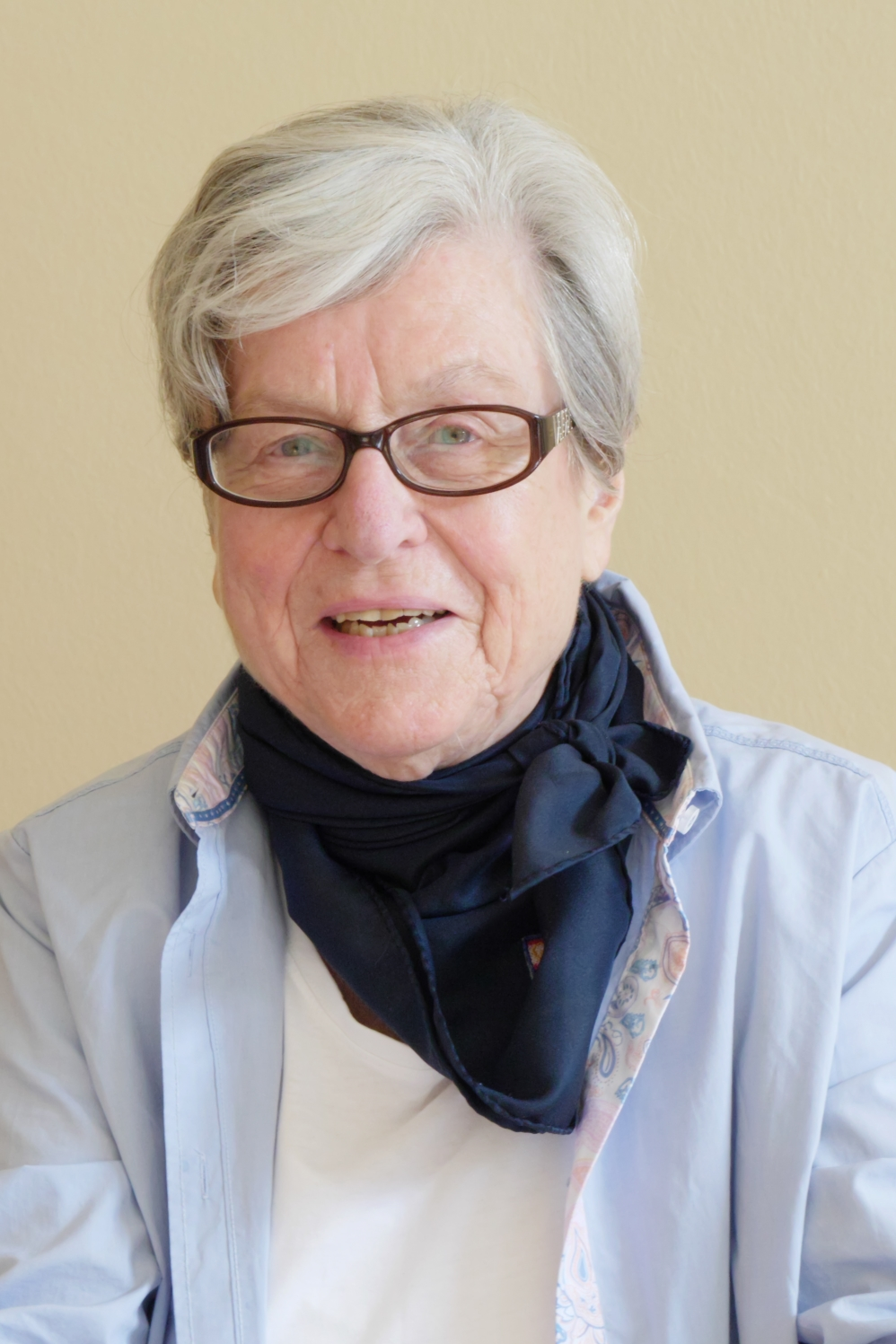
Barbara Saß-Viehweger (2017)

Barbara Saß-Viehweger, geborene Weyand (* 4. August 1943 in Worbis, Provinz Sachsen), ist eine deutsche Rechtsanwältin, ehemalige Notarin und Politikerin der Christlich Demokratischen Union (CDU). Von 1975 bis 1995 war sie für die CDU-Fraktion Mitglied des Berliner Abgeordnetenhauses.

## Leben
Barbara Weyand, Tochter von Emilie Weyand, geborene Madeheim, und des pensionierten Beamten Hans Weyand, zog im Kleinkindalter 1945 von Thüringen nach Berlin um. Die Katholikin besuchte von 1953 an das katholische Gymnasium Sankt Ursula, wo sie 1962 das Abitur erlangte. Danach studierte sie in Berlin, Köln und Freiburg Rechtswissenschaften, absolvierte 1967 ihr Erstes und wirkte nach ihrem Zweiten Staatsexamen ab 1970 als Rechtsanwältin. Seit ihrer Heirat heißt sie Barbara Saß-Viehweger. Von 1980 bis 2013 war sie außerdem auch als Notarin tätig.
Sie hat ihren Lebens- und Arbeitsmittelpunkt in Berlin-Lankwitz und ist Mitglied der katholischen Pfarrgemeinde Mater Dolorosa (Berlin-Lankwitz), wo sie im Kirchenvorstand und im Stiftungsrat der rechtsfähigen, selbständigen Stiftung Mater Dolorosa Berlin-Lankwitz tätig ist, und hat zwei Kinder (Matthias und Michael).

## Politik
Als CDU-Mitglied war sie von 1971 bis 1975 Mitglied der Bezirksverordnetenversammlung Berlin-Steglitz, und von 1975 (als Barbara Saß) bis 1995 Mitglied des Abgeordnetenhauses von Berlin und somit sechs Legislaturperioden in Folge Landtagsabgeordnete. Sie erlangte in Steglitz, Wahlkreis 6, immer ein Direktmandat.
Als sie im Juni 1981 bei der Wahl des Minderheitssenats von Berlin unter dem Regierenden Bürgermeister Richard von Weizsäcker wegen vorzeitiger Wehen die Sitzung verlassen musste, war die Wahl des Wirtschaftssenators Elmar Pieroth gefährdet, und die erforderliche Mehrheit der für ihn abgegebenen Stimmen konnte erst im zweiten Wahlgang erreicht werden.
Sie engagierte sich im Parlament hauptsächlich für Rechts- und Innenpolitik, war stellvertretende Fraktionsvorsitzende der CDU und war in diesen Fachgebieten mehrere Jahre lang Sprecherin der CDU-Fraktion. Ferner wirkte sie in mehreren Untersuchungsausschüssen mit und war Vorsitzende der Enquete-Kommission zur Verwaltungsreform in Berlin.
Nach mehreren Parteifunktionen war sie zuletzt als Mitglied des Bundesparteigerichts der Christlich Demokratischen Union beschäftigt. Am 26. November 2021 wurde ihr im Roten Rathaus vom Regierenden Bürgermeister von Berlin, Michael Müller, und vom Präsidenten des Abgeordnetenhauses von Berlin, Dennis Buchner, für ihre Verdienste beim Einsatz für Demokratie, Rechtsstaat, Gerechtigkeit und Gleichberechtigung die Würde als Stadtälteste von Berlin verliehen.